# Tempel-Moschee-Kontroverse von Ayodhya
Die Tempel-Moschee-Kontroverse von Ayodhya (Hindi अयोध्या विवाद Ayōdhyā Vivād, Urdu مسئلۂ ایودھیا Masʾala-ē Ayōdhyā; „Ayodhya-Streit“; auch Mandir-Masjid dispute, von Sanskrit मंदिर mandira ‚Hindutempel‘, arabisch مسجد masdschid ‚Moschee‘) ist ein seit Jahrzehnten schwelender Streit zwischen Hindus und Muslimen um ein Stück Baugrund bei der Stadt Ayodhya im Distrikt Ayodhya im indischen Bundesstaat Uttar Pradesh. Gläubigen Hindus gilt der Ort als Geburtsort des Gottkönigs Rama. Im Jahr 1527 war dort durch muslimische Eroberer eine Moschee, die Babri-Moschee, erbaut worden. Einen weltweit beachteten Höhepunkt der Auseinandersetzungen bildete die Zerstörung der Babri-Moschee durch mehrere Hunderttausend Hindu-Pilger (kar sevaks, „Freiwillige“) am 6. Dezember 1992. Der Streit um Ayodhya dauert bis heute an.
Am 9. November 2019 fällte der Oberste Gerichtshof Indiens ein grundlegendes Urteil in der Frage, wem die Stätte von Ayodhya gehört – den Hindus oder den Muslimen. Der Gerichtshof entschied zugunsten der Hindus. Im August 2020 wurde mit dem Bau des hinduistischen Tempels Ram Mandir auf der Fläche der abgerissenen Babri-Moschee begonnen. Am 22. Januar 2024 weihte Premierminister Narendra Modi den fertiggestellten Tempel während einer feierlichen Zeremonie offiziell ein.

## Verhältnis zwischen Hindus und Muslimen in Indien

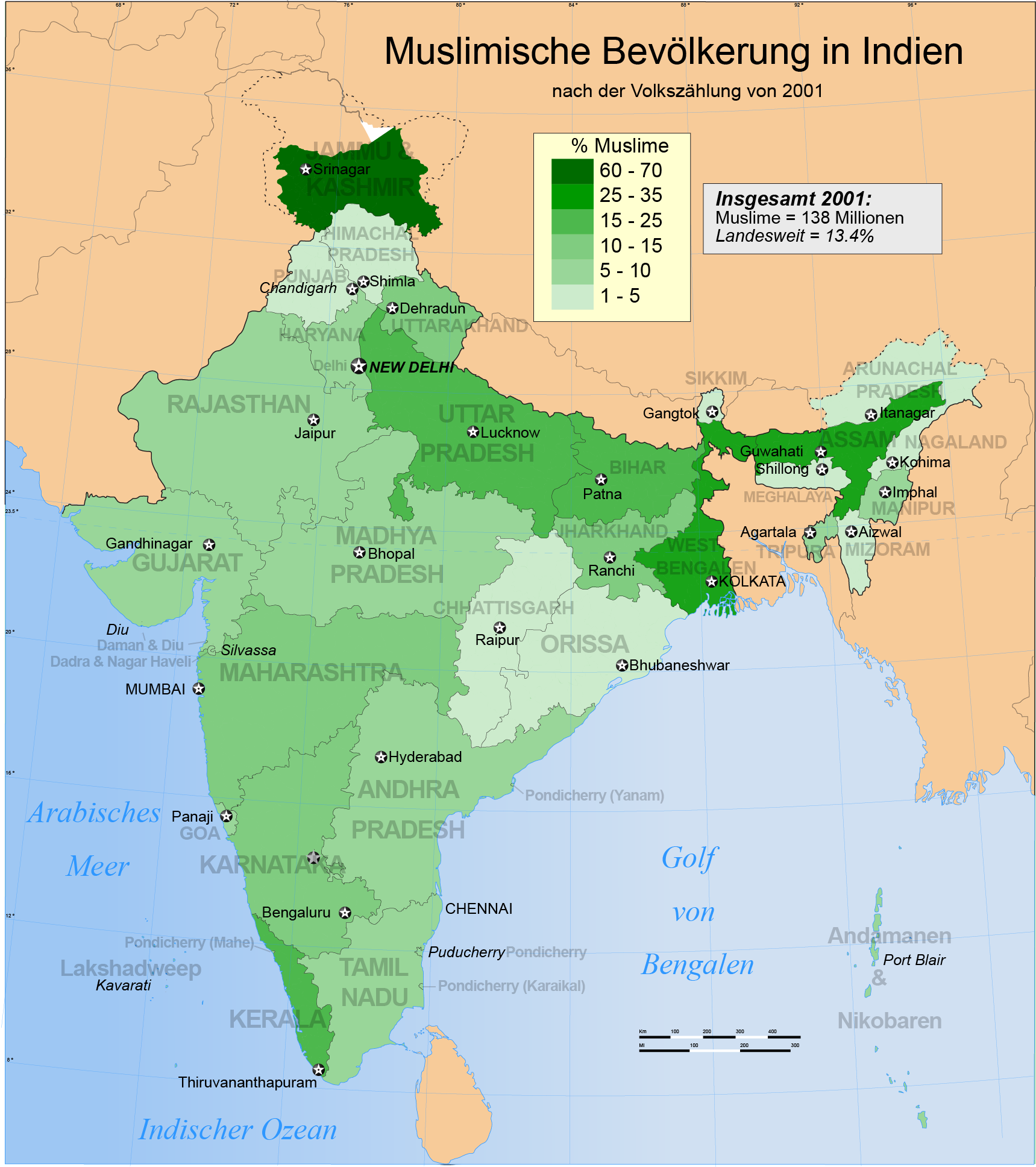
Verbreitung des Islam in Indien nach der Volkszählung 2001

Während der britischen Kolonialherrschaft standen Muslime und Hindus anfänglich vielfach gemeinsam gegen die britische Kolonialmacht. In den 1930er Jahren kam es zur Spaltung, nachdem führende Muslime, namentlich Ali Jinnah, einen eigenen muslimischen Staat forderten. Dieser sollte aus den Provinzen Britisch-Indiens, die mehrheitlich von Muslimen bewohnt wurden, gebildet werden. Dieses Konzept wurde dann auch 1947 realisiert, als Britisch-Indien in einen mehrheitlich muslimischen Staat Pakistan und einen mehrheitlich hinduistischen Staat Indien gespalten wurde. Gleich nach den Unabhängigkeitserklärungen kam es zu Ausschreitungen gegen die religiösen Minderheiten im jeweiligen Land. Millionenfache Flüchtlingsströme (Hindus in Richtung Indien, Muslime in Richtung Pakistan) und geschätzt mehr als eine Million Todesopfer waren die Folge.
Im heutigen Pakistan leben nur noch wenige religiöse Minderheiten und der Staat, der sich zur „Islamischen Republik“ erklärt hat, ist religiös intolerant. Übergriffe gegen religiöse Minderheiten wie Christen und Hindus sind nicht selten. Hindus machen weniger als 2 % der Bevölkerung aus. Anders ist das in Indien, wo nach der Unabhängigkeit große muslimische Minderheiten verblieben sind. Knapp 15 % der indischen Bevölkerung (mehr als 180 Millionen nach dem Zensus 2011) sind muslimischen Glaubens, wodurch Indien nach Indonesien und Pakistan das Land mit der drittgrößten muslimischen Bevölkerungsgruppe der Welt darstellt. Die geistigen Väter der indischen Verfassung betonten von Anfang an den säkularen, d. h. religionsneutralen Charakter des indischen Staates. Der erste und langjährige Ministerpräsident Indiens, Jawaharlal Nehru, war ein erklärter Atheist und Sozialist. Um die Loyalität der indischen Muslime zu gewährleisten, wurden ihnen Sonderrechte eingeräumt. So gilt z. B. im Bereich des Privatrechts (betreffend Familienstand, Ehescheidung, Erbschaftsrecht, Sorgerecht) für Muslime in Indien die Scharia. Grundsätzlich gelten Muslime als in die indische Gesellschaft integriert und haben Zugang auch zu höchsten Staatsämtern. In den indischen Regierungen waren seit der Unabhängigkeit immer auch muslimische Minister vertreten. Mehrere indische Staatspräsidenten waren Muslime. In der Realität gehörten Muslime allerdings in der indischen Gesellschaft überproportional häufig zu den sozial schlechter gestellten Bevölkerungsschichten. Sie wurden größtenteils den Other Backward Classes, den „anderen unterprivilegierten Bevölkerungsschichten“, die zumindest de jure Anspruch auf besondere Förderung haben, zugerechnet. Muslime waren im Allgemeinen weniger gebildet, häufiger Analphabeten und übten dementsprechend gering qualifizierte Tätigkeiten aus und waren daher überdurchschnittlich häufig von Armut und Hunger betroffen. In solchen Verhältnissen grassierten Unwissenheit und religiöse Vorurteile.

## Religiöse Bedeutung des Ortes Ayodhya
Nach hinduistischer Überlieferung ist Ayodhya der Geburtsort des Gottes Rama, der ein Avatar des Gottes Vishnu ist. Über die genaue Datierung von Ramas Geburtsjahr streiten sich Hindu-Gelehrte. Rama soll lange Zeit als König von Ayodhya aus geherrscht haben, und der Welt eine Zeit des Glücks, Friedens und Wohlstands beschert haben (Ram Rajya). Im vielbevölkerten Pantheon des Hinduismus nimmt Rama eine herausgehobene Position ein. Rama Navami, der Tag seiner Geburt, ist unter gläubigen Hindus ein wichtiger Festtag und fällt auf den 9. Tag des Monats Chaitra im hinduistischen Kalender, was einem Tag in der zweiten Märzhälfte oder ersten Aprilhälfte nach westlichem Kalender entspricht. In ganz Indien wurden Tempel zu Ehren Ramas errichtet. Der Überlieferung nach soll auch in Ayodhya ein Rama-Tempel, der Ram-Janmabhumi-Tempel gestanden haben (zur archäologischen und historisch-kritischen Evidenz hierfür siehe weiter unten).
Ab dem 7. Jahrhundert n. Chr. kam Indien mit dem Islam in Kontakt. Erste Versuche der islamischen Eroberung Indiens unter den Umayyaden im 7. und 8. Jahrhundert missglückten, so dass einige Zeit die Grenze zwischen der islamischen und hinduistischen Welt ungefähr am Indus verlief. In den folgenden Jahrhunderten drang der Islam allmählich nach Nordindien in den Punjab und die Ebene des Ganges vor und es etablierten sich verschiedene islamische Staaten, deren bedeutendster das Sultanat von Delhi war. In den Jahren 1525 bis 1526 und nach der folgenreichen Schlacht von Panipat (1526) wurde das Sultanat von Delhi durch den zentralasiatischen Fürsten Babur erobert, der damit die Mogul-Dynastie in Indien begründete. Baburs Feldherr Mir Baqi ließ in Ayodhya eine Moschee errichten, die nach Babur so genannte Babri-Moschee, wobei er der Überlieferung nach den zuvor dort befindlichen Hindu-Tempel zerstörte. Die religiöse Bedeutung des Ortes für Hindus ging dadurch nicht verloren, und auch unter Muslimen war die Moschee als Masjid-i-Janmasthan („Moschee des Geburtsortes“) bekannt.

## Der Streit um Ayodhya

### Die Anfänge
Schon zur Zeit Britisch-Indiens sind Auseinandersetzungen zwischen Hindus und Muslimen um Ayodhya dokumentiert. Im Jahr 1856 annektierte die Britische Ostindien-Kompanie den Fürstenstaat Avadh und das Gebiet von Ayodhya kam damit unter direkte britische Kontrolle. 1859 errichtete die britische Kolonialverwaltung eine Absperrung in Ayodhya, die die Hindu-Pilger von den Muslimen trennen sollte. Die eigentliche Moschee sollte damit nur den Muslimen zugänglich sein, während umliegendes Terrain für die religiösen Zeremonien der Hindus reserviert war. Der Auseinandersetzung um Ayodhya wurde keine besondere Bedeutung beigemessen, da der indische Subkontinent unter britischer Herrschaft häufig von verschiedenen mehr oder weniger ausgedehnten religiös-ethnisch motivierten regionalen Konflikten und Unruhen heimgesucht wurde, die durch die Kolonialmacht unterdrückt wurden. Als sich die britische Kolonialherrschaft dem Ende näherte und sich die Spannungen zwischen Hindus und Muslimen angesichts der bevorstehenden Teilung Indiens verstärkten, startete die Hindu-nationalistische Akhil Bharatiya Hindu Mahasabha (ABRM) im Jahr 1946 eine lokale Kampagne um die Besitzrechte des Geländes von Ayodhya. Am 22. Dezember 1949 brachen Hindu-Aktivisten in die Babri-Moschee ein und brachten dort Bilder und Statuen des Gottes Rama an. Schnell verbreitete sich unter Hindus das Gerücht, dass diese Bilder ohne menschliches Zutun dort erschienen seien und dass Gott Rama wieder an seiner Geburtsstätte erschienen sei. Eine große Menschenmenge begehrte daraufhin Einlass in die Moschee. Diese war jedoch inzwischen durch die Polizei abgesperrt worden. Der lokale Distriktvorsteher K. K. K. Nayar sperrte zwar den Zugang zur Moschee für die Allgemeinheit (Hindus wie Muslime), ließ die Bilder jedoch nicht entfernen und erlaubte einem Komitee von angesehenen Hindus jeweils in der Nacht vom 22./23. Dezember jedes Jahres den Zutritt zu den Bildern, um dort religiöse Zeremonien abzuhalten. De facto war damit die Moschee in einen Hindu-Tempel verwandelt worden.
Für die Muslime stellte die Aktion schon aufgrund des Bilderverbots eine religiöse Entweihung dar. Der indische Premierminister Jawaharlal Nehru ordnete die Entfernung der Bilder an, ohne dass dem Folge geleistet wurde. Der widerstrebende Distriktvorsteher Nayar wurde schließlich entlassen und dadurch zu einem Idol der Hindu-Nationalisten. Sowohl Hindu- als auch Muslim-Organisationen strengten Prozesse um den Besitz des Landes an, mit dem Ergebnis, dass das Land, auf dem die Babri-Moschee stand, zu „strittigem Besitz“ erklärt wurde. Die Moschee mitsamt den immer noch in ihr befindlichen Rama-Bildern und Statuen wurde am 23. Dezember 1949 dauerhaft zugeschlossen, unter Polizeischutz gestellt und diese Situation bestand über die nächsten Jahrzehnte fort.

### Das Beispiel Somnath

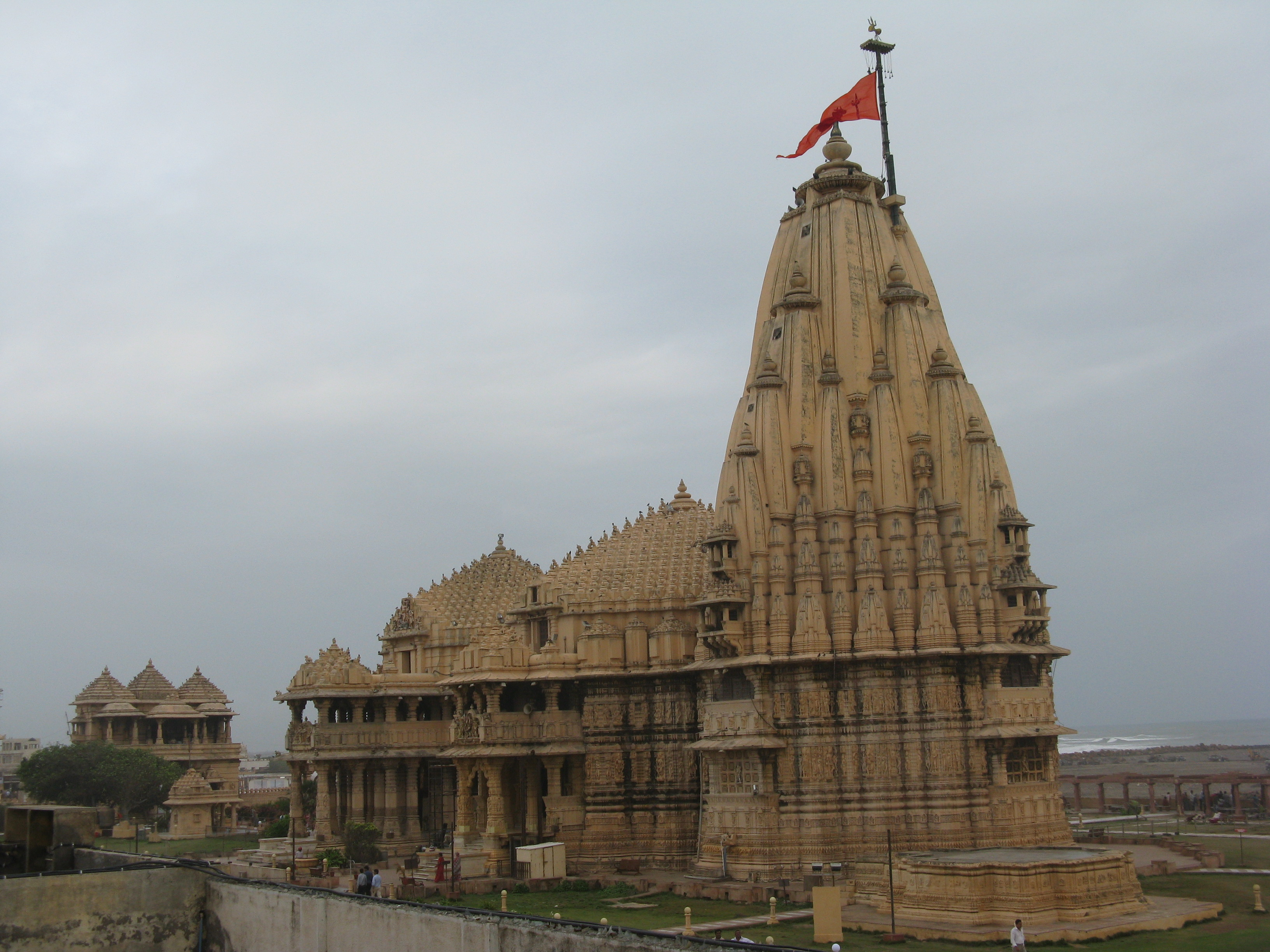
Die wiederaufgebaute Tempelanlage von Somnath

Als Beispiel für die erfolgreiche Rekonstruktion eines Hindu-Tempels, nachdem dieser durch muslimische Eroberer zerstört worden war, galt den Hindu-Nationalisten der Wiederaufbau des Tempels in Somnath. Dieser dem Gott Shiva geweihte Tempel an der Westküste des heutigen Bundesstaats Gujarat war in den vorangegangenen Jahrhunderten vielfach durch muslimische Herrscher oder Eroberer zerstört, aber immer wieder neu aufgebaut worden. Nach der Teilung Indiens versuchte der lokale Nawab von Junagadh sein ganz überwiegend hinduistisches Land an Pakistan anzuschließen, woraufhin indische Armeeeinheiten den Fürstenstaat Junagadh besetzten und dieser an Indien angeschlossen wurde. Der indische Innenminister Vallabhbhai „Sardar“ Patel besuchte danach Somnath am 12. November 1947, dem Diwali-Fest, und kündigte in einer vielbeachteten Rede den Wiederaufbau des Tempels von Somnath an:

„An diesem verheißungsvollen Tag des neuen Jahres haben wir entschieden, dass der Tempel von Somnath wieder aufgebaut werden soll. Ihr, das Volk von Saurashtra, sollt euer Bestes dafür geben. Dies ist eine heilige Aufgabe, an der alle mitwirken sollten.“

Auch wenn Patel dafür den Beifall der Hindu-Nationalisten fand, trat er deutlich für eine friedliche Lösung des Konfliktes von Ayodhya ein und lehnte Hindu-Extremismus ab. Sardar Patel verstarb 1950 und der Wiederaufbau von Somnath wurde anschließend ab 1951 unter seinen Nachfolgern umgesetzt.

### Entwicklung 1984 bis 1992
Im Jahr 1984 begann der Vishva Hindu Parishad (VHP), der 1964 in Bombay gegründete, selbsternannte „Welt-Hindu-Rat“, eine Kampagne mit dem Ziel, die Moschee von Ayodhya zu beseitigen, um auf dem Gelände einen Hindu-Tempel für den Gott Rama zu errichten. Der VHP verwendete dabei geschickt das wirkungsmächtige Bild des in der Moschee eingeschlossenen Gottes Rama, der aus seinem Gefängnis befreit werden müsse. Die Argumentation des VHP gründete sich auf der Behauptung, dass vor der Errichtung der Moschee ein Hindu-Tempel am selben Ort gestanden habe, der durch die muslimischen Eroberer zerstört worden sei. Mit der Wiedererrichtung werde somit historisches Unrecht wieder gutgemacht. Auch zwei andere wichtige Hindu-Tempel, die beide auf Veranlassung von Mogulkaiser Aurangzeb (herrschte von 1658 bis 1707) zerstört und an deren Stelle Moscheen errichtet worden waren, sollten wiederaufgebaut werden, der Keshava-Deo-Tempel in Krishnas Geburtsort in Mathura und der Kashi-Vishwanath-Tempel anstelle der Gyanvapi-Moschee in Varanasi. Unterstützt wurde die Forderung durch die Bharatiya Janata Party (BJP), die 1980 gegründet worden war und die sich nicht zuletzt aufgrund der Schwäche der bis dahin politisch dominierenden Kongresspartei in einem kontinuierlichen starken Aufwind befand.
Am 1. Februar 1986 entschied der Distriktrichter von Faizabad auf Antrag eines Rechtsanwalts aus Faizabad, dass die seit 1949 geschlossene Babri-Moschee wieder geöffnet werden sollte, so dass Hindus wieder direkten Zutritt zu den Rama-Bildern und -Statuen im Inneren der Moschee hätten. Die Öffnung der Moschee, die nunmehr faktisch ein Hindutempel war, rief Proteste der Muslime hervor und brachte den ungelösten Streitfall wieder an die Öffentlichkeit. Indien befand sich zu dieser Zeit in einer Welle kommunalistischer Unruhen. Im Punjab rebellierten die Sikhs gegen die indische Zentralregierung und dieser Konflikt hatte zur Ermordung Indira Gandhis 1984 geführt, wonach die Gewalt erst recht eskalierte. In Assam und Jammu und Kashmir gab es seit Jahren anhaltende ethnisch-religiöse Unruhen, bei denen der Hindu-Muslim-Gegensatz eine zentrale Rolle spielte. Hinzu kam ein Gerichtsurteil des Supreme Court of India im Streitfall Shah Bano 1985, bei dem es letztlich um die weitere Gültigkeit des islamischen Personenrechtes gegenüber der Einführung eines für alle Personen gleichen Zivilrechts in Indien ging. Das Urteil, das letztere Variante befürwortete, erhitzte die Gemüter in ganz Indien. Hauptsächlich aus wahltaktischen Gründen entschied Premierminister Rajiv Gandhi hier zugunsten der orthodoxen Muslime, wodurch er die Hindu-Extremisten, die sich um die oppositionelle BJP scharten, weiter in Rage brachte.
Ab dem September 1989 verstärkte der VHP seine Aktivitäten und rief dazu auf, Ziegelsteine („bricks of Lord Ram“, Ram shila) in Prozessionen aus ganz Indien nach Ayodhya zu bringen, die dann beim Tempelbau verwendet werden sollten. Bei den damit verbundenen gewalttätigen Auseinandersetzungen mit Muslimen, besonders ausgeprägt in der Umgebung von Bhagalpur (Bihar), kamen Hunderte Menschen ums Leben.

L. K. Advanis geplante Pilgerfahrt von Somnath nach Ayodhya (Ram Rath Yatra)

Im August 1990 entschied die Führung der BJP unter Lal Krishna Advani, eine Pilgerfahrt, Ram Rath Yatra (eine „Prozession“, yatra, mit einem „Wagen“, rath, zu „Rama“), quer durch Indien durchzuführen, um öffentlichkeitswirksam für das Ziel eines Tempelbaus in Ayodhya zu werben. Die Pilgerfahrt sollte in Somnath in Gujarat beginnen und durch zehn Bundesstaaten und das Unionsterritorium Delhi führen und schließlich in Ayodhya ihr Ende finden. Die BJP-Anhänger und Hindu-Nationalisten begannen ihre Pilgerfahrt am 25. September in Somnath. Mit jedem Kilometer, dem sie dem Zielort näher kamen, stieg die Spannung. Schließlich wurde Advani auf Betreiben des Chief Ministers von Bihar, Lalu Prasad Yadav (Janata Dal), am 23. Oktober 1990, eine Woche vor Erreichen des Zielorts in Samastipur in Bihar unter dem National Security Act für einige Zeit festgenommen um seine Weiterreise nach Ayodhya zu verhindern. Advanis Gefolgsleute setzten jedoch zum großen Teil ihre Pilgerfahrt ohne ihn fort. Am 30. Oktober 1990 wurden sie vor Ayodhya mit der dortigen Polizei konfrontiert, die nach vergeblichen Versuchen, den Zehntausende Menschen umfassenden Demonstrationszug zu stoppen, auf Weisung des Chief Ministers von Uttar Pradesh, Mulayam Singh Yadav (Samajwadi Party), das Feuer eröffnete und 12 der kar sevaks („Freiwilligen“) tötete und mehrere Hundert verletzte. Der Demonstrationszug löste sich daraufhin in alle Richtungen auf. Durch ihr entschiedenes Handeln gewannen beide Chief Minister die für sie und ihre Parteien wichtige Zustimmung der Muslime in ihren Bundesstaaten. Eine schwerwiegende Folge war jedoch, dass die BJP der Janata Dal-geführten Regierung V. P. Singh, die sie bisher gestützt hatte, ihr Vertrauen entzog, wodurch es letztlich zu vorgezogenen Neuwahlen im Jahr 1991 kam.
Nach der Wahl 1991 wurde eine Minderheitsregierung der Kongresspartei unter Premierminister P. V. Narasimha Rao gebildet. Die BJP war inzwischen zur stärksten Oppositionspartei aufgestiegen und hatte das Thema des Tempel-Wiederaufbaus derartig zum Wahlkampfthema gemacht, dass die Wahl 1991 als die Mandal-Mandir-Wahl in Erinnerung blieb (das andere Haupt-Thema des Wahlkampfs waren die Diskussionen um die Umsetzungen der Empfehlungen der Mandal-Kommission). Auch bei der parallel zur gesamtindischen Wahl stattfindenden Parlamentswahl in Uttar Pradesh 1991 war die BJP erfolgreich und gewann 221 von 425 Wahlkreisen. Sie stellte anschließend mit Kalyan Singh den Chief Minister und die Regierung des Bundesstaates.

### Zerstörung der Moschee

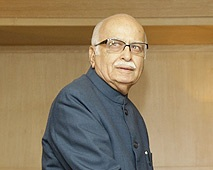
Lal Krishna Advani (Foto von 2008), Parteivorsitzender der BJP 1985–91, 1993–98 und 2004–06, galt vielen als einer der Haupt-„Unruhestifter“ im Streit um Ayodhya

Am 6. Dezember 1992 organisierte der VHP zusammen mit der BJP eine neue Massenkundgebung in Ayodhya, bei der symbolhaft der Grundstein für einen neuen Tempel gelegt werden sollte. Die Organisatoren der Kundgebung hatten der Regierung zugesagt, dass es bei dieser symbolhaften Aktion bleiben sollte und dass die Moschee unangetastet bliebe. Die BJP-Regierung in Uttar Pradesh unternahm andererseits keinerlei Anstrengungen, das Gelände der Moschee durch ausreichend starke Polizeikräfte zu schützen. Ungefähr 150.000 kar sevaks hatten sich versammelt, um den Reden von Advani, Murli Manohar Joshi und anderen BJP- und VHP-Führern zuzuhören. Einige Demonstranten durchbrachen die dünnen Polizeiabsperrungen und drangen auf das Gelände der Moschee vor. Dadurch ermutigt folgten weitere Tausende, die sich dann mit Vorschlaghämmern sowie anderen improvisierten Gerätschaften und bloßen Händen an die Arbeit machten, die Moschee zu demolieren. Anwesende Journalisten und Fernsehreporter wurden durch die kar sevaks bedroht, tätlich angegriffen und vorübergehend eingesperrt. Die Veranstalter versuchten, die aufgebrachte Menge mit Appellen zu beruhigen, wobei anwesende Journalisten den Eindruck gewannen, dass diese Anstrengungen nur halbherzig unternommen wurden. Nach einigen Stunden war von der Babri-Moschee nur noch ein Steinhaufen übrig. Die Statuen und Bilder von Gott Rama wurden zuvor in Sicherheit gebracht. Bei der Aktion kamen auch vier kar sevaks durch herabstürzende Steine und Mauerwerk ums Leben und mehr als 100 wurden verletzt.
Die Zerstörung der Moschee löste einen Schock in ganz Indien aus, und auch in der übrigen Welt wurde über das Ereignis berichtet. Insbesondere in der islamischen Welt war die Empörung groß. In den Nachbarstaaten Pakistan (vor allem in der Provinz Sindh) und Bangladesch kam es zu Ausschreitungen gegen die Hindu-Minderheit. Ein Öl-Embargo der islamischen Welt gegen Indien schien eine reale Möglichkeit. Scharfe diplomatische Kritik kam aus der Türkei und dem Iran. In Delhi wurden Gespräche mit den meisten der 109 diplomatischen Vertreter geführt, um den Schaden zu begrenzen. Das Verhältnis Indiens zur islamisch-arabischen Welt kühlte sich durch das Ereignis merklich ab.
Infolge des Ereignisses wurden die BJP-geführten Regionalregierungen und Parlamente in den Bundesstaaten Uttar Pradesh, Rajasthan, Madhya Pradesh und Himachal Pradesh auf Veranlassung von Premierminister Rao suspendiert und die betreffenden Bundesstaaten unter President’s rule, d. h. direkte Regierung der Zentralregierung gestellt. In ganz Indien brachen Unruhen aus, die insgesamt mehr als 2.000 Todesopfer unter Muslimen und Hindus forderten. Am schwersten war Bombay betroffen, wo eine Serie von koordinierten Autobomben-Explosionen am 12. März 1993 mehr als 250 Unbeteiligte tötete.
Drei radikale Hindu-Organisationen – VHP und dessen Jugendorganisation Bajrang Dal, sowie Rashtriya Swayamsevak Sangh (RSS) – und zwei Muslim-Organisationen – Islamic Sevak Sangh (in Kerala) und Jamaat-e-Islami Hind (JIH) – wurden vorübergehend verboten (bei JIH wurde das Verbot allerdings nicht mit religiösem Extremismus, sondern mit Separatismus in Jammu und Kashmir begründet).

### Liberhan-Kommission und -Bericht
Die indische Regierung setzte am 16. Dezember 1992 eine Kommission unter dem Richter am High Court von Punjab und Haryana, Manmohan Singh Liberhan, ein, die die Ereignisse um Ayodhya untersuchen sollte. Die Kommission sollte ursprünglich ihren Bericht innerhalb von drei Monaten fertigstellen. Letztlich wurden 17 Jahre daraus, wohl wesentlich deswegen, weil die Kommission nur aus der Person Liberhans bestand. Liberhan selbst machte „die unkooperative Haltung einiger Personen“ für die große Verzögerung verantwortlich. Nach Anhörungen von über 100 Zeugen, darunter die meisten der damals involvierten Politiker, legte Liberhan am 30. Juni 2009 dem damaligen Premierminister Manmohan Singh den mehr als 900 Seiten umfassenden Abschlussbericht vor. Liberhan kam in seinem Bericht zu dem Schluss, dass das Ereignis am 6. Dezember 1992 kein zufälliger und unvorhersehbarer Ausbruch unkontrollierbarer Gewalt gewesen, sondern im Gegenteil geradezu minutiös geplant worden sei:

“The entire event was being choreographed exclusively by the RSS and VHP along with their associates.”

„Die gesamten Vorkommnisse wurden ausschließlich vom RSS, dem VHP und ihren Assoziierten, geplant und inszeniert.“

Der Regierung Rao warf Liberhan vor, nicht rechtzeitig Maßnahmen gegen das sich zusammenbrauende Unheil ergriffen und Uttar Pradesh nicht schon eher unter President’s rule gestellt zu haben. Die BJP-Regierung von Uttar Pradesh unter Kalyan Singh habe dagegen aktiv die Zerstörung der Moschee vorangetrieben:

“In 1992, the Central Government has been blinded and handicapped – by the inaction of its own agent in the state and by the unfathomable trust, the Supreme Court placed in the paper declaractions of the Sangh Parivar. […] The State Government of Uttar Pradesh in 1992 […] proceeded with the planning for the destruction of the disputed structure. […] The year 1992 was witness to deliberate subversion of the safeguards by a recalcitrant state regime.”

„Die Zentralregierung wurde 1992 irregeführt und behindert – durch die Untätigkeit ihres eigenen Vertreters im Staat [Uttar Pradesh] und durch das unbegreifliche Vertrauen, das der Supreme Court in die Papier-Erklärungen der Sangh Parivar setzte. […] Die Regierung von Uttar Pradesh setzte 1992 […] ihre Planungen für die Zerstörung der strittigen Struktur fort. […] Das Jahr 1992 wurde zum Zeugen einer absichtsvollen Zerstörung der verfassungsgemäßen Sicherheiten durch eine aufsässige Bundesstaats-Regierung.“

Liberhan übte außerdem scharfe Kritik an der politischen Instrumentalisierung der Religion:

“There is no dispute that until 1980s the dispute with respect to disputed structure remained confined to individuals of Ayodhya. Further, the issue remained confined as a religious issue. […] BJP managed to channel the frustration of illiterate or semiliterate persons into a destructive direction and tried to increase its political impact for which purpose it stoked mass hysteria. […] BJP and Shiv Sena […] joined the movement for construction of temple. Religion was used as a strategic tool to infiltrate into the governance of the State. […] The issue of Ayodya was converted into a political issue as a means for acquiring power. Religious matters were hyped up as a part of the political campaign.”

„Es ist unbestritten, dass der Streit um die betreffende Struktur bis in die 1980er Jahre auf einzelne Individuen in Ayodhya beschränkt war. Außerdem war der Streit religiöser Natur. […] Die BJP vermochte es, die Frustrationen ungebildeter oder halbgebildeter Personen in eine destruktive Richtung zu kanalisieren und versuchte, ihr politisches Gewicht zu vergrößern, indem sie eine Massenhysterie anfachte. […] BJP und Shiv Sena […] schlossen sich der Bewegung für den Tempelbau an. Die Religion wurde als strategisches Werkzeug benutzt, um auf diesem Weg den Regierungsapparat zu infiltrieren. […] Der Streit um Ayodhya wurde in ein politisches Problem verwandelt, um damit Macht zu gewinnen. Religiöse Angelegenheiten wurden im Rahmen einer politischen Kampagne aufgebauscht.“

Bei Bekanntwerden erster Auszüge des Berichts folgten wütende Reaktionen von verschiedenen BJP-Politikern. Ein Sprecher stellte die Frage, warum der Bericht 17 Jahre benötigt habe und warf der Kongresspartei vor, damit nur von den eigentlich wichtigen Themen des Landes ablenken zu wollen.
Der Bericht wurde durch die Regierung Manmohan Singh am 24. September 2009 an die indische Bundespolizeibehörde CBI weitergegeben, mit der Aufgabe, zu prüfen, ob der Bericht strafrechtlich relevantes Material enthalte. Das CBI erklärte am 23. Mai 2011, dass der Bericht keine neuen Hinweise liefere und deswegen zu keinen neuen Anklagen im Fall Ayodhya führen werde.

## Archäologische Untersuchungen in Ayodhya
Erste Ausgrabungen in Ayodhya wurden schon zur Zeit Britisch-Indiens im 19. Jahrhundert durchgeführt. Alexander Cunningham unternahm 1862–63 Ausgrabungen mit dem Ziel, Überreste früher buddhistischer Kultstätten zu finden. Alois Anton Führer unternahm 1889–91 Ausgrabungen, mit denen er den Nachweis führen wollte, dass die Rajputen im 11. und 12. Jahrhundert in Ayodhya präsent waren.
Die Archaeological Survey of India (ASI) führte in den Jahren 1969–70, 1976–77 und 1979–80 Ausgrabungen in Ayodhya durch. In einem am 25. August 2003 veröffentlichten Bericht kam sie zu dem Schluss, dass eindeutige Hinweise für die Überreste eines ausgedehnten Hindu-Tempels aus dem 10. Jahrhundert auf dem Baugrund von Ayodhya bestünden.
Die Schlussfolgerungen der ASI wurden allerdings von verschiedenen Historikern als nicht zwingend oder nicht korrekt kritisiert.

## Gerichtsverfahren und -urteile im Fall Ayodhya
| Fall, Gerichts- Ort | Angeklagte | Anklagepunkte |
| ------------------- | --- | --- |
| 197/1992, Lucknow   | Hunderttausende von unbekannten Kar Sevaks | Zerstörung der Babri-Moschee (Raub, Mordversuch, Gefährdung der öffentlichen Ordnung, Behinderung der Sicherheitskräfte, Volksverhetzung) |
| 198/1992, Raebareli | 8 Angeklagte: L. K. Advani, Ashok Singhal (VHP), Vishnu Hari Dalmia, Vinay Katiyar, Giriraj Kashore, Uma Bharti, Murli Manohar Joshi, Sadhvi Ritambhara | Aufstachelung zum Hass, Schürung von Vorurteilen zum Nachteil der nationalen Einheit                                                      |

### Strafverfahren wegen der Zerstörung der Moschee
Nach der Zerstörung der Babri-Moschee nahm das CBI Ermittlungen gegen 49 Personen, darunter L. K. Advani, Kalyan Singh und Murli Manohar Joshi, auf. 1998 erklärte das zuständige Sondergericht in Lucknow, dass es genügend Beweismittel gesammelt habe, um Anklage erheben zu können. Aus formal verfahrenstechnischen Gründen wurde die eigentliche Anklageerhebung jedoch immer weiter verzögert. Am 4. Mai 2001 wurden die Ermittlungen gegen 22 Beschuldigte, darunter Advani, Kalyan Singh und Joshi aus prozesstechnischen Gründen eingestellt.
Am 19. April 2017 ordnete der Supreme Court die erneute Aufnahme eines Strafverfahrens wegen „krimineller Verschwörung“ gegen führende BJP-Politiker, darunter L. K. Advani, Murli Manohar Joshi und Uma Bharti an. Ex-Chief Minister Kalyan Singh wurde von der Anklage ausgenommen, allerdings nur für die Zeit, in der er Immunität als amtierender Gouverneur von Rajasthan genoss. Außerdem wurden Vorschriften zur Beschleunigung des Verfahrens erlassen. Bei dem in Lucknow verhandelten Verfahren waren bis 2017 195 Zeugen vernommen worden, jedoch standen noch weitere 800 an. Bei dem Verfahren in Raebareli waren die Zahlen 57 und 105. Das Gericht ordnete an, dass die beiden Gerichtsverfahren in Raebareli und Lucknow zu einem einzigen zusammengeführt werden sollen. „Tägliche Verhandlungen“ sollten dafür sorgen, dass das Gerichtsverfahren binnen 2 Jahren zum Abschluss käme. Die bisherige Verfahrensdauer von 25 Jahren bezeichnete der vorsitzende Richter Nariman als eine „Umgehung der Justiz“ (an evasion of justice).
Am 30. September 2020 sprach ein Sondergericht des Central Bureau of Investigation (CBI) alle 32 persönlich Angeklagten im Ayodhya-Verfahren von den Vorwürfen frei. Darunter befanden sich die BJP-Politiker L. K. Advani, Murli Manohar Joshi, Uma Bharti und Kalyan Singh.

### Besitzstreit um Ayodhya
Am 30. September 2010 fällte der Allahabad High Court, das aus drei Richtern bestehende oberste Gericht von Uttar Pradesh, 60 Jahre nachdem der Streit erstmals vor die Gerichte getragen worden war, ein Urteil über die Besitzverhältnisse in Ayodhya. Demnach sollten die 220 m² des umstrittenen Terrains, auf dem die Babri-Moschee gestanden hatte, in drei gleich große Teile aufgeteilt werden. Die Stelle, an der das Bildnis Ramas gestanden hatte, wurde den Hindus zugesprochen, der sunnitische Waqf-Rat erhielt ein Drittel des Geländes, und die Hindu-Sekte Nirmohi Akhara erhielt das verbliebene Drittel. In der Urteilsbegründung bezog sich das Gericht auch auf die vom ASI gefundenen archäologischen Beweise, wonach an der Stelle früher ein Hindutempel gestanden habe. Vor der Urteilsverkündung waren die Sicherheitskräfte unter anderem in den Bundesstaaten Maharashtra, Gujarat, Madhya Pradesh, Jammu und Kashmir, Karnataka und Kerala aufgrund befürchteter Unruhen zu erhöhter Wachsamkeit aufgerufen worden.
Von diesem Urteil zeigten sich alle Streitparteien enttäuscht und es fand nur wenig Zustimmung. Sowohl die muslimischen als auch die Hindu-Kläger legten Berufung ein. Der Waqf-Rat argumentierte, dass es keine ausreichenden Nachweise für die Existenz eines Hindu-Tempels an der Stelle der Babri-Moschee gebe und damit das Urteil von unzutreffenden Voraussetzungen ausgegangen sei. Akhil Bharatiya Hindu Mahasabha versuchte, das Minderheitenvotum eines Richters am Allahabad High Court, nach dem die gesamte Stätte den Hindus übergeben werden sollte, durchzusetzen. 
Das Urteil des High Court wurde am 9. Mai 2011 durch den Supreme Court, das oberste Gericht Indiens, suspendiert. In der Begründung nannte der Supreme Court das Urteil von Allahabad „eigenartig und überraschend“ (strange and surprising), da keine der beteiligten Parteien eine Teilung des Landes wünsche. Die Teilung des Landes würde eine endlose Prozesslawine nach sich ziehen („opened a litany of litigation“). Letztlich zog der Supreme Court das Verfahren an sich und ab dem 6. August 2019 begannen die täglichen Anhörungen.

### Urteil des Obersten Gerichts am 9. November 2019
Am 9. November 2019 fällte der Oberste Gerichtshof sein Verdikt in der Streitsache um den Besitz des Areals in Ayodhya. Das Gericht verurteilte zwar die Zerstörung der Moschee im Jahr 1992 als ungesetzlich, sprach die Örtlichkeit aber vollständig den Hindus zu. Zur Begründung führte das Gericht aus, dass die Untersuchungen der Archaeological Survey of India gezeigt hätten, dass auf dem Baugrund, auf dem die Babri-Moschee stand, zuvor ein „nicht-islamisches“ Gebäude gestanden habe. Das Gericht verpflichtete außerdem die indische Zentralregierung, binnen drei Monaten dem muslimischen Waqf-Rat ein anderes Gelände gleicher Größe für den Bau einer Moschee zur Verfügung zu stellen. Der Urteilsspruch wurde von hindunationalistischen Organisationen wie dem RSS und dem Vishva Hindu Parishad sowie von führenden BJP-Politikern begrüßt und von Muslim-Organisationen bedauert bzw. kritisiert.

## Bau eines Hindu-Tempels ab 2020 und Fertigstellung im Jahr 2024

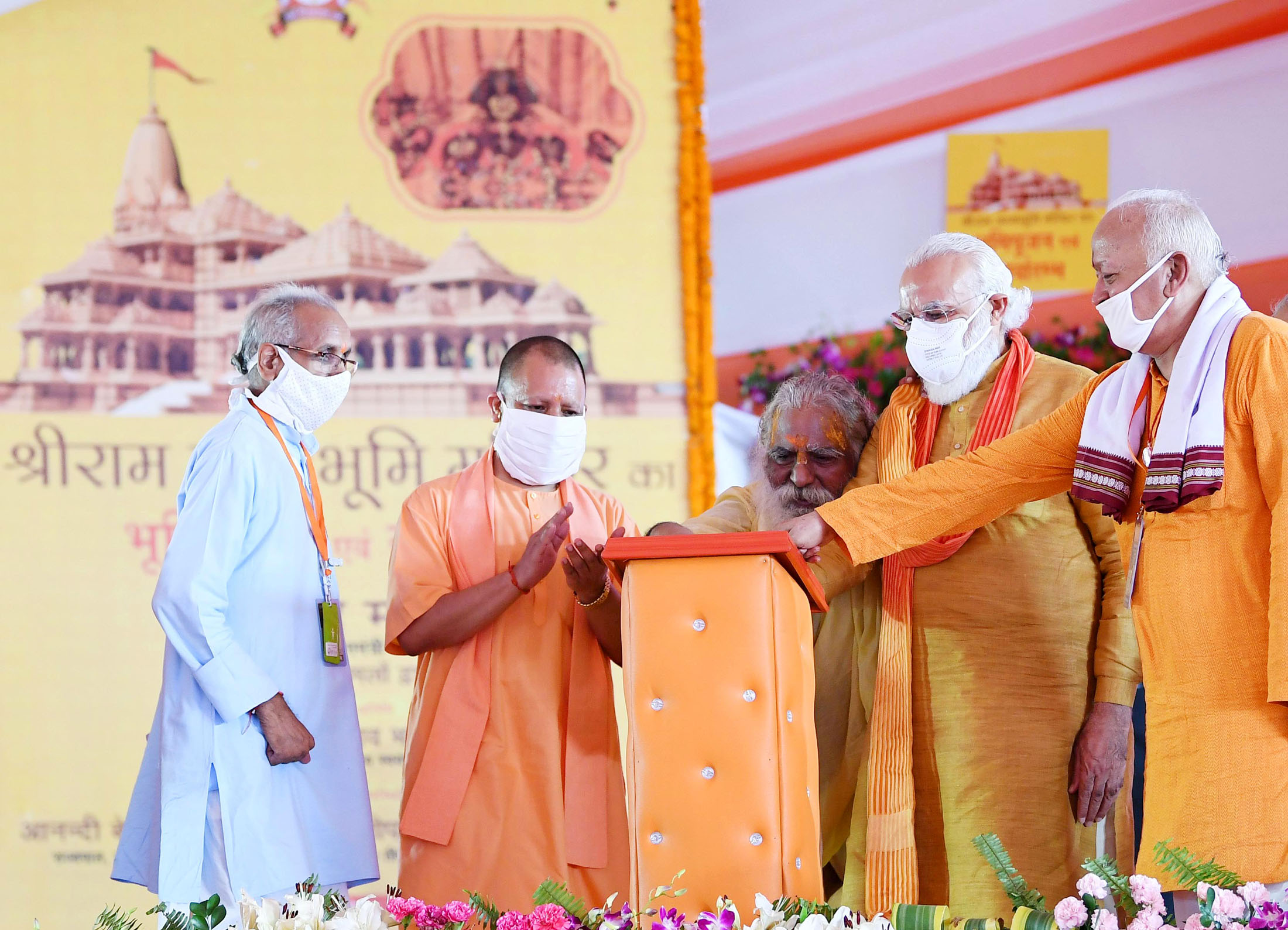
Symbolische Grundsteinlegung des neuen Rama-Tempels am 5. August 2020. Zweiter von rechts: Premierminister Narendra Modi, zweiter von links: Chief Minister Yogi Adityanath

Am 5. August 2020 legte der indische Premierminister Narendra Modi symbolisch einen silbernen Grundstein an der Stelle des Allerheiligsten des Ram-Mandir-Tempels. Die Zeremonie wurde aufgrund der COVID-19-Pandemie in verhältnismäßig kleinem Rahmen abgehalten, aber auf Großleinwänden in der ganzen Stadt übertragen.
Am 22. Januar 2024 weihte Modi den Tempel in einer feierlichen Zeremonie ein. Mit einer traditionellen goldenen Kurta bekleidet, leitete er die Weihezeremonie im Allerheiligsten des Tempels. Begleitet wurde er dabei von hinduistischen Priestern, die religiöse Lieder sangen. Die Veranstaltung wurde sowohl auf einer Großleinwand vor Tausenden Gästen übertragen als auch live im Fernsehen und im Internet.

## Der Standpunkt der BJP
Die Bharatiya Janata Party hat sich stets für den Wiederaufbau des Ram Mandir in Ayodhya starkgemacht. Hatte dieses Thema bei den Wahlen 1989 und 1991 noch ganz stark den Wahlkampf bestimmt, trat es seither stark in den Hintergrund. Die BJP stellte bisher zweimal den Premierminister Indiens. Atal Bihari Vajpayee war zwischen 1998 und 2004 Premierminister an der Spitze einer Multiparteienkoalition, und Narendra Modi ist seit der Wahl 2014, bei der die BJP die absolute Mehrheit der Parlamentsmandate gewann, amtierender Ministerpräsident. Schon während der Regierungszeit Vajpayees, der genauso wie Modi zum gemäßigten, weniger ideologisch geprägten Flügel der BJP gerechnet wurde, hatte das Thema keine Priorität und es wurden keine größeren Aktivitäten in diese Richtung unternommen. Das Interesse der indischen Wählerschaft daran hatte deutlich nachgelassen. Im 42-seitigen Wahlmanifest 2014 der BJP wurde darauf nur mit einem einzigen Satz eingegangen:

“BJP reiterates its stand to explore all possibilities within the framework of the constitution to facilitate the construction of the Ram Temple in Ayodhya.”

„Die BJP bekräftigt ihren Standpunkt, dass alle verfassungskonformen Möglichkeiten ausgeschöpft werden sollten, um den Aufbau des Rama-Tempels in Ayodhya zu ermöglichen.“

Nach dem endgültigen Urteil des Obersten Gerichts im November 2019 intensivierten sich jedoch wieder die Anstrengungen von Seiten der BJP, die zu diesem Zeitpunkt sowohl die indische Regierung wie auch die Regierung des Bundesstaats Uttar Pradesh stellte, im Blick auf den Bau des Tempels.